# 鷲尾和彦
鷲尾和彦（わしお かずひこ、1967年 - ）は、日本の写真家。

## 人物

### 来歴
兵庫県生まれ。早稲田大学教育学部社会科社会科学専修卒業、東京大学大学院工学系研究科都市工学専攻修士課程修了後、博報堂に入社。
2009年に、写真集「極東ホテル」で写真家としてデビュー、写真集には作家の池澤夏樹がエッセイを寄稿している。
2014年に刊行した写真集「To the Sea」には、フランス人のノーベル文学賞受賞作家であるジャン＝マリ・ギュスターヴ・ル・クレジオが序文を寄せている。
世界的なメディアアートの芸術祭である、アルスエレクトロニカ（オーストリア・リンツ市）には長年注目し、著書「アルスエレクトロニカの挑戦～なぜオーストリアの地方都市で行われるアートフェスティバルに、世界中から人々が集まるのか」の中では、アート、サイエンスの可能性と都市再生に関する提言を行なっている。2014年〜2015年にはプリ・アルスエレクトロニカ賞「デジタルコミュニティ部門」審査員をつとめている。
2020年7月に写真集「Station」を発表。国境を超えて西ヨーロッパに押し寄せる難民たち様子を、オーストリア・ウイーンの駅で撮影した作品であり、写真集には作家の梨木香歩がエッセイを寄稿している。

### 交友
作家の池澤夏樹とは、東日本大震災直後の東北を取材し、共著「春を恨んだりはしない」（中央公論新社）を出版している。

## 著作

### 写真集
- 『極東ホテル』赤々舎、2009年。ISBN 978-4903545523。
- 『遠い水平線』私家版、2012年。
- 『To the Sea』赤々舎、2014年。ISBN 978-4903545523。
- 『Station』夕書房。ISBN 978-4909179050。

### ビジネス書
- 『共感ブランディング』講談社、2007年。ISBN 978-4062820448。
- 『アルスエレクトロニカの挑戦　〜なぜオーストリアの地方都市で行われるアートフェスティバルに、世界中から人々が集まるのか』学芸出版社、2017年。ISBN 9784761526412。
- 『カルチュラル・コンピテンシー』ブートレグ、2022年。共著。ISBN 978-4904635674。

### 共著
- 『写真本123456789101112131415161718192021222324』日経BPコンサルティング、2011年。ISBN 978-4901823661。
- 『春を恨んだりはしない』中央公論新社、2011年。ISBN 978-4120042614。

## 受賞
- 2001年　「ヤングポートフォリオ」(清里フォトアートミュージアム）入選
- 2006年　「フォトドキュメンタリーＮＩＰＰＯＮ」(リクルート・ガーディアンガーデン）入選

## 写真展

### 個展
- 2006/07　「極東ホテル　HOTEL FAREAST」　Guardian Garden
- 2008/10　「極東ホテル　HOTEL FAREAST」　ニコンサロン銀座
- 2008/11　「極東ホテル　HOTEL FAREAST」　ニコンサロン大阪
- 2010/03　「極東ホテル　HOTEL FAREAST」　AKAAKA
- 2012/03　「遠い水平線　On the Horizon」　ニコンサロン新宿
- 2012/04　「遠い水平線　On the Horizon」　ニコンサロン大阪
- 2013/01　「Journey In To Life」　西脇市立西脇病院
- 2014/07　「To the Sea」　Roonee 247 photography
- 2016/07　「A la Mer」　大正大学　ESPACE KUU
- 2018/04　「Station / Station」　Site-A Gallery 横浜
- 2020/09　「Sense of Place」　Roonee 247 photography

### グループ展
- 2008/08　「5Photographers Show」　　Gallery illum（韓国）
- 2009/09　「Ulsan International Photography Festival」　　ウルサン（韓国）
- 2014/06　「写真とことば　記憶の種」　　世田谷文化生活情報センター／生活工房
- 2014/11　「La Librairie imaginaire」　　GALERIE-T （パリ）
- 2016/09　「transit」　　アルスエレクトロニカ・フェスティバル （オーストリア）
- 2016/09　「ふたしかなその日　Seize the Uncertain Day 」　 東京藝術大学大学美術館 陳列館
- 2019/08　「東アジア文化都市　2019」　　仁川 (韓国）
- 2020/10　「東京好奇心 2020 渋谷」　Bunkamura ザ・ミュージアム